# 스파타 (무기)

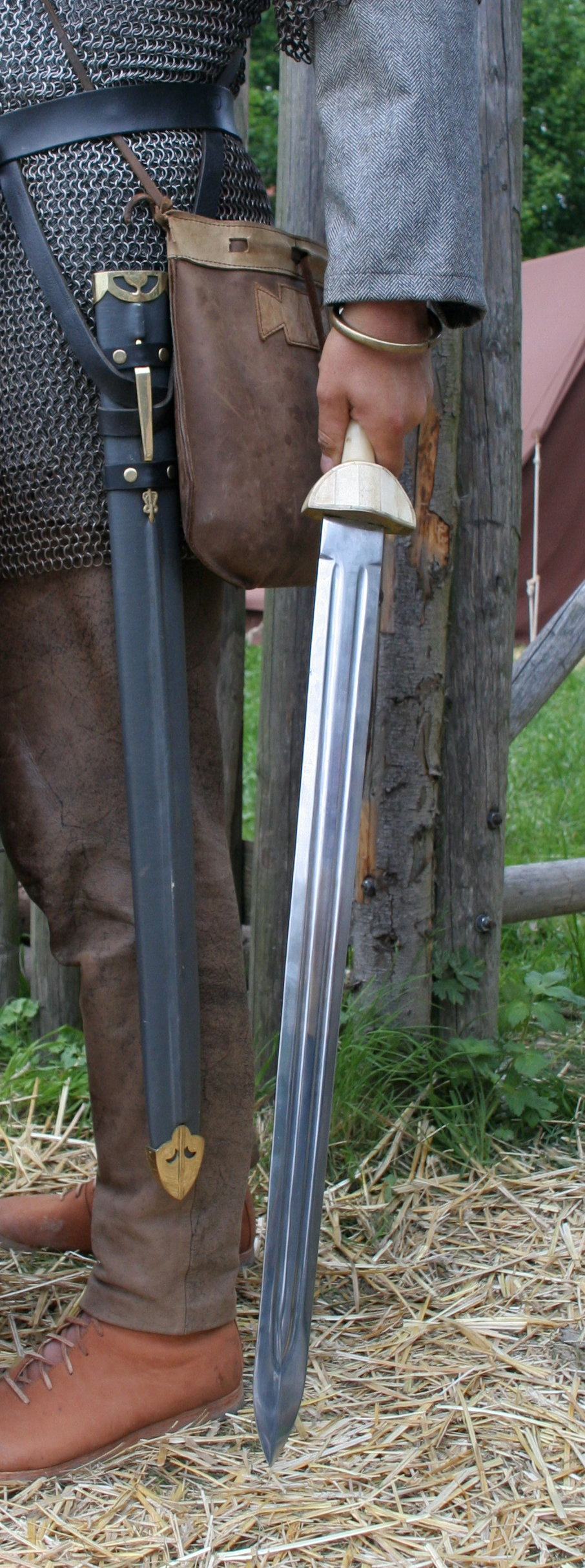
스파타

스파타(spatha)는 고대 로마제국의 기병대에서 사용된 검으로 외양 자체가 글라디우스와 유사하다.
길이는 1M 안밖으로 폭은 4.1cm이며 무게는 840g으로 가벼운 편이다. 로마제국 시대부터 서기 500년까지 사용된 검이다.

## 역사
본래 로마군은 밀집대형 전술을 펄치는 보병대 위주의 군단으로 밀집대형에 맞지않을 정도로 긴 장검을 휴대하지 않았다. 장검이 밀집대형에 제위력을 제대로 발휘하지 못한 것은 장검이 갖고 있던 긴 리치로 인한 것이었다. 그렇기에 장검을 휘두르기 위해서 대형을 벌려놓아야했으며 일례로 긴 장검을 쓰던 켈트족의 전사들을 상대로 짧은 검인 글라디우스를 쓰던 로마군이 이긴 것이 원인중 하나였다. 그러나 기병들에 대한 인식이 바뀌면서 기병용, 장교용으로 체용되었다. 또한 제정 말에 라인강을 도하해온 게르마닉 보조병이 들어온 장검의 우수성으로 인해 보병용으로 체용되었다. 그 뒤 스파타는 장검의 선조격으로 바이킹 소드, 아밍 소드에 영향을 끼친다.